# Альтанка (Вознесенськ)
«Ца́рська рото́нда» — альтанка в місті Вознесенськ (Миколаївська область), в парку Січової Слави. Одна з найвідоміших пам'яток архітектури Вознесенська, що стала візитною карткою міста.

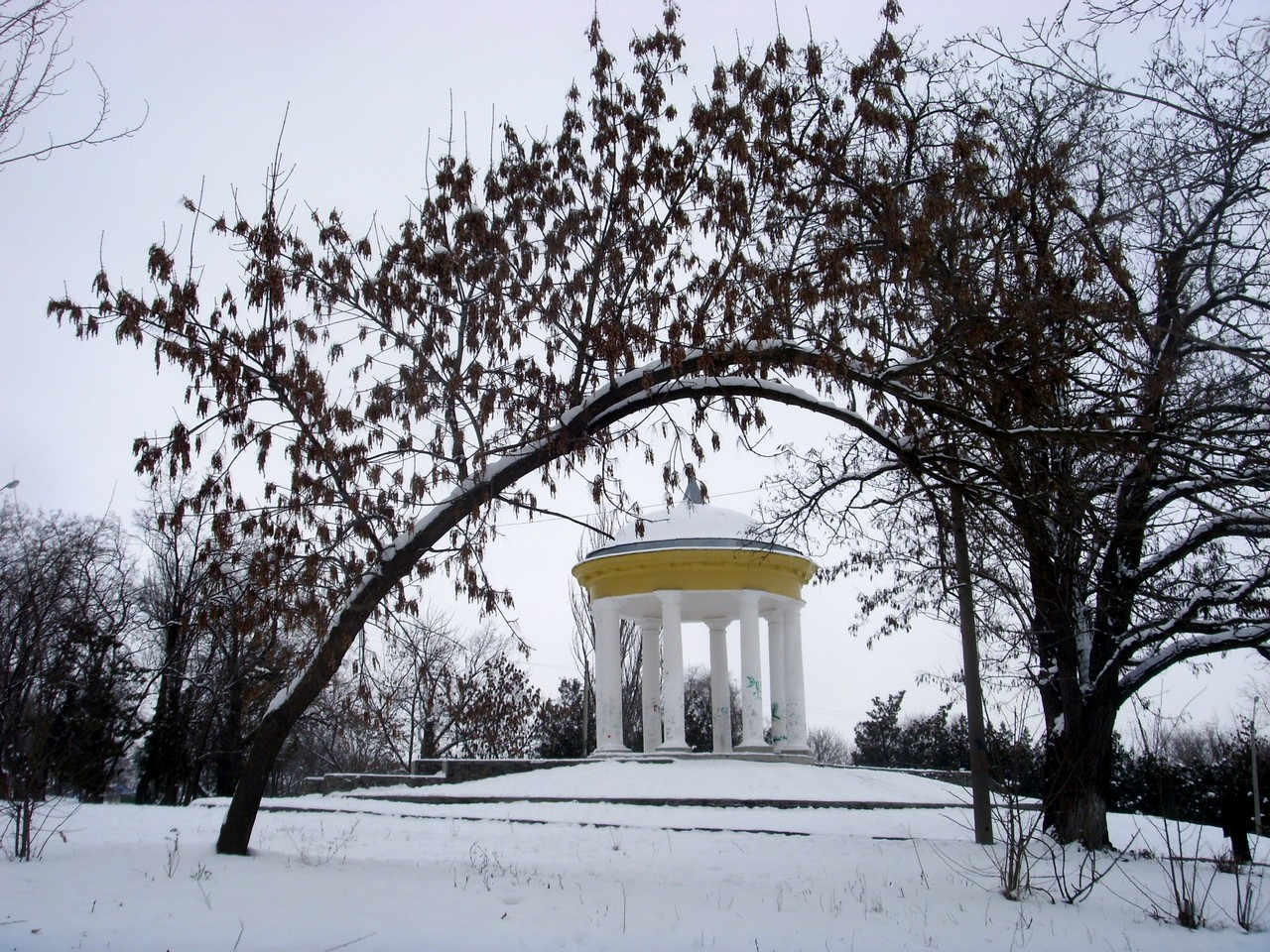
Альтанка взимку

Царська ротонда була збудована в міському парку до приїзду в місто імператора Миколи І в 1837 р. Царську ротонду встановили на високому насипному пагорбі і оточили трьома кільцями терас. Навколо ротонди був облаштований чудовий, доглянутий парк з вимощеними алеями та лавами. Сучасна споруда альтанки стоїть на центральній алеї, що проходить через парк Січової Слави. Її оперізують три концентричні кола терас. Будова ротонди являє собою 8 колон, що підтримують сферичний купол.
Царська альтанка настільки популярна, що більшість жителів сусідніх областей знають про місто Вознесенськ саме завдяки їй. У місті сформувалася традиція: всі молоді пари проводять весільну фотосесію біля альтанки. На терасах навколо ротонди часто проводяться офіційні урочистості з нагоди великих державних та інших свят, концерти, мітинги та багато різних суспільних подій.
Охоронний номер Царської ротонди: 538/0.